# CR魔神英雄伝ワタル
『CR魔神英雄伝ワタル』（CRましんえいゆうでんワタル）は、豊丸産業が発表したパチンコ機である。2014年2月稼働。

## 概要
テレビアニメ『魔神英雄伝ワタル』を元にしたタイアップ機である。
甘デジを主体として展開する新コンセプト「トヨマ遊moreコレクション」の第1弾。V入賞によって確変を獲得するアタックラウンド(AR)システムがループタイプの確変システム「新ARシステム ループver.」に進化を遂げ、小当たりや潜伏確変が一切ない安心スペックはそのままに、出玉への期待感と次回保証の安心感を兼ね備えた仕様を実現している。
大当たりラウンド中にアタックラウンドを獲得し、V入賞によって突入する確変「魔神RUSH」は超高速消化で爽快感抜群のゲーム性が特長。「魔神RUSH」中はバトル演出「魔神BATTLE」に発展するだけで大当たり期待度が80％オーバーとなり、バトル勝利時は高確率で16R確変「SUPER魔神BONUS」が獲得できる。
シリーズは、甘デジタイプ『99VM』とライトミドルタイプ『199L』の2種類を用意。主なスペックは『99VM』が大当たり確率1/99.9(高確率1/70.0)、魔神RUSH突入率38％・継続率約68.6％(時短含む)、AR非獲得時すべての大当たり終了後20回の時短。『199L』は大当たり確率1/199.8(高確率1/120.0)、魔神RUSH突入率36％・継続率約70.3％(時短含む)、AR非獲得時すべての大当たり終了後50回の時短。
演出面では、原作の世界観を忠実に再現。それにあたりサンライズが全面的に協力・監修を行っているものの、魔神自体は手書きでなくフルCGである。声優も可能な限りアニメ版のオリジナルキャストを起用しているが、故人を中心に一部のキャラクターの配役が変更されている。
同機種で流れるオリジナル楽曲「Glorious world」と原作アニメOP曲「STEP」及びED曲「a・chi-a・chiアドベンチャー」の歌手は、黒崎真音を起用。「STEP」及び「a・chi-a・chiアドベンチャー」の歌手は双子デュオa・chi-a・chiからの変更で、編曲もリメイクされた。また、続編の『魔神英雄伝ワタル2』の前期OPの「Step by step」と後期OPの「Fight!」は、高橋由美子が歌うオリジナル曲のままで起用している。